# Штаден, Зигмунд Теофил
Зигмунд Теофил (Готтлиб) Штаден (нем. Sigmund Theophil (Gottlieb) Staden; крещён  6 ноября 1607, Кульмбах, Княжество Байрейт — 30 июля 1655, Нюрнберг) — немецкий органист и композитор эпохи барокко.

## Биография
Сын музыканта-органиста Иоганна Штадена, основателя, так называемой, Нюрнбергской школы. Музыкальное образование получил у отца. Позже был в обучении у музыканта Аугсбурга Якоба Бауманна.
С 1623 г. служил органистом церкви Святого Лаврентия и одновременно городским трубачом в Нюрнберге.
Автор первого немецкого зингшпиля — «Священная поэма леса или Вечная душа», изданного в 1644 г., имеющего отчётливый морализаторский сюжет о спасении бессмертной души в условиях языческой мифологии.
Издал в «Gesprächspiele» Гарсдёрфера самую старинную из сохранившихся немецких опер (нем. «Seelewig» или «Das geistliche Waldgedicht oder Freudenspiel genant Seelewig» (в журнале «Monatshefte f. M.-G.» XIII, 53), а также «Seelen-Musik trostreicher Lieder» (1644); «Der 7 Tugenden Planeten-Töne oder Stimmen. Ein Aufzug» (y Гарсдёрфера) и несколько мелодий в сборнике «Neue himmlische Lieder» Риста от 1651 г.
Издал в 1637 г. сборник «Kirchengesänge» Г. Л. Хаслера, с прибавлением 18 песен и др.